# Seznam pomníků v Českých Budějovicích
Seznam českobudějovických pomníků a památníků obsahuje existující i zaniklé sochy, plastiky, symboly a pamětní desky (PD) i kameny (PK), které připomínají významné události, osobnosti, lokality nebo epochy. Neobsahuje drobnou sakrální architekturu a prvky, pomníčky dopravních nehod, klasické hroby a dále díla, jejichž hlavní význam spočívá v dekoraci nebo uměleckém vyjádření.

## Seznam
Seznam není kompletní. Datum odpovídá datu odhalení (pokud je známo), případně datu umístění. Adresa pak nejbližšímu domu v ulici, ve které (nebo u které) je objekt umístěn.

### Pomníky
| Objekt                                                              | Obrázek                                            | Umístění                                  | Datum                                             | Galerie                                                                                             | Popis |
| ------------------------------------------------------------------- | -------------------------------------------------- | ----------------------------------------- | ------------------------------------------------- | --------------------------------------------------------------------------------------------------- | --- |
| Balvan (Q57412408)                                                  | Balvan na původním stanovišti                      | Lidická 1700/1                            | 1975                                              | Kategorie „Balvan“ na Wikimedia Commons                                                             | 114 tun vážící balvan pocházející z Údolí u Nových Hradů symbolizuje tvrdý a těžký život jihočeského lidu. Do města byl přivezen v říjnu 1974. Původně nesl (směrem z Lidické) symbol srpu a kladiva. 3. května 2019 byl přesunut o 23 metrů z důvodu přístavby nového křídla knihovny. Podle váhy vestavěné v použitém jeřábu dosahuje hmotnosti 102 tun. |
| Dělo                                                                |                                                    | Na Sadech                                 | 1965                                              | | Dělo umístěné Na Sadech (naproti Besedě) jako pomník osvobození Českých Budějovic Rudou armádou. Odstraněno po roce 1990. |
| Mašinka u nádraží                                                   | Původní mašinka                                    | Nádražní 119/4                            | 1975                                              | | Památník vlakové dopravy, lokomotiva 310.076 kafemlejnek odstraněna 4. července 2009, následující den přesunuta do Lužné u Rakovníka. |
| Mohyla U Parku (Q80458715)                                          | Mohyla U Parku                                     | Husova 21/73                              | 1920                                              | Kategorie „Mohyla U Parku“ na Wikimedia Commons                                                     | Pomník padlým v cizině za 1. světové války. Postaveno okrašlovacím spolkem 1920, renov. 1949. |
| Památník obětem fašismu (Q80458731)                                 | Památník obětem fašismu                            | Lidická 1700/1                            |                                                   | Kategorie „Památník obětem fašismu (České Budějovice)“ na Wikimedia Commons                         | Památník obětem fašismu s úryvkem z básně Beze jména od Viléma Závady (sbírka Polní kvítí, 1955). Zanikl při rozšíření knihovny v roce 2020. |
| Památník obětí nacistické okupace (Q95488461)                       | Památník obětí nacistické okupace                  | Novohradská 1239/118                      | 27. 10. 1946                                      | | Kamenný pomník s nápisem „obětem německé okupace 1939–1945“ a osm menších pomníčků osmi osobám v živém plotě u kostela. |
| Památník obětem světové války a nacistické okupace (Q96053257)      | Památník obětem světové války a nacistické okupace | Kněžské Dvory                             | 7. 7. 1951                                        | Kategorie „Památník obětem světové války a nacistické okupace (Kněžské Dvory)“ na Wikimedia Commons | Památník nahradil původní z roku 1921. |
| Památník Pařížské komuny (Q57441810)                                | Památník Pařížské komuny                           | Pražská 2176/65                           | 1976                                              | Kategorie „Památník Pařížské komuny (České Budějovice)“ na Wikimedia Commons                        | Památnk pařížské komuny Autoři Leopold Petřík (Q95465207) (1915–1986) a sochař Zdeněk Vojta (Q95171981) (1932–1997). Na vrcholu asi 18 metrů vysokého památníku je umístěna tombaková plastika nazvaná Zrození hvězdy. |
| Památník Svobody (Q95488587)                                        | Památník Svobody                                   | Novohradská 1152/115                      |                                                   | | Vysoký kamenný pomník zvaný památník Svobody s letopočty konců světových válek a nápisem „Pravda vítězí“. |
| Památník vojáků Rudé armády (Q96063177)                             | Pomník vojáků Rudé armády                          | hřbitov svaté Otýlie                      | 7. 11. 1956                                       | Kategorie „Pomník vojáků Rudé armády (České Budějovice)“ na Wikimedia Commons                       | Rozlehlý památník s hroby vojáků Rudé armády na konci městského hřbitova. Pochováno 40 osob ve společném hrobě, známa (a uvedena) pouze některá jména. Pomník vytvořil F. Mrázek a J. Vítů. Podle jiného zdroje odhalen v roce 1957. |
| Pomníček bombardování (Q117937953)                                  |                                                    | Vrchlického nábřeží 16                    | 2000                                              | | Pomníček bombardování vyrobený z čučku umístěný v soukromé zahradě. Nápis: „Místo dopadu bomby při leteckém náletu 24. III. 1945 v 11:30 dopoledne“. |
| Pomník Adalberta Lanny (Q57416341)                                  | Pomník Adalberta Lanny                             | Na Sadech                                 | 24. 5. 1879 2. 10. 1993                           | Kategorie „Statue of Adalbert Lanna (České Budějovice)“ na Wikimedia Commons                        | Památník A. Lanny Na Sadech poblíž Kanovnické ulice, první pomník v Č. Budějovicích. Autorem je vídeňský sochař Franz Pöninger (Q1448610), podstavec z červeného mramoru zhotovil bavorský kameník Erhart Ackermann (Q1350742). Stržen v květnu 1945 jako symbol germanizace, obnova zvažována v roce 1968, obnoven 1993 iniciativou Klubu přátel Českých Budějovic. |
| Pomník Antonína Ježka (Q106440194)                                  | Pomník Antonína Ježka                              | Branišovská                               | 7. 6. 1925                                        | Kategorie „Pomník Antonína Ježka“ na Wikimedia Commons                                              | Pomník pilota Antonína Ježka, který zemřel 18. listopadu 1923 při neúspěšném seskoku padákem. Pomník pořídil místní Okrašlovací spolek, měl podobu jehlanu z černého leštěného mramoru a nesl nápis a fotografii pilota. Devastován v roce 1980. Restaurován, instalován na novém místě v parku u zastávky Vysokoškolské koleje a odhalen 12. května 2021. |
| Pomník Augusta Zátky (Q111781399)                                   |                                                    | před radnicí v muzeu                      | 28. 9. 1936                                       | | Pomník budějovického starosty A. Zátky, 350 cm vysoká socha od Bohumila Kafky, podstavec z českého labradoritu od firmy Jana Cingroše, architektonické řešení navrhl Pavel Janák. Výška původní sochy s podstavcem 6 m. Rozhodnutím německých nacistických orgánů 17. 8. 1939 sňata a převezena do muzea, ~1943 roztavena. |
| Pomník Augusta Zátky (Q57503904)                                    | Pomník Augusta Zátky                               | spořitelna Alšova galerie nádvoří radnice | 1936 22. 8. 2000                                  | Kategorie „Statue of August Zátka“ na Wikimedia Commons                                             | Menší (2/3, 215 cm vysoká) socha od Bohumila Kafky stála v zasedací síni záložny, válku přečkala v kotelně pod uhlím. Po znovuobjevení r. 1967 stála za jízdárnou na Hluboké, kde k ní z důvodu podoby s V. I. Leninem kladly sovětské delegace květiny. Od roku 2000 umístěna na nádvoří radnice na podstavci od sochaře Ivana Tláška, de facto nahradila sochu původní. |
| Pomník Eduarda Hály (Q80458712)                                     | Pomník Eduarda Hály                                | Dlouhá louka × Husova                     | 8. 5. 1949                                        | Kategorie „Pomník Eduarda Hály“ na Wikimedia Commons                                                | Obtížně čitelný nápis „Na tomto místě byl zastřelen dne 9. května 1945 německými okupanty Eduard Hála ze Čtyř Dvorů, stár 56 roků. Čest jeho památce! Věnuje SBS Čtyři Dvory.“ Narozen 1889, truhlář. U Dlouhého mostu byly prchajícím německým jednotkám zabavovány zbraně. Hála se akce neúčastnil, byl na cestě do města. Krom Hálova zastřelení byl postřelen jeden student a další zraněn. Pomník přesunut (původně přímo u silnice). |
| Pomník Emmy Destinnové (Q57412860)                                  | Pomník Emmy Destinnové                             | Zátkovo nábřeží                           | 1. 9. 1990                                        | Kategorie „Pomník Emmy Destinnové (České Budějovice)“ na Wikimedia Commons                          | Pomník E. Destinnové u budovy Jihočeského divadla, od sochařky Marie Jiráskové. |
| Pomník českokrumlovským letcům s bustou T. G. Masaryka (Q118522913) | Pomník českokrumlovským letcům                     | Lamezanova vila                           | <1938?                                            | Kategorie „Pomník českokrumlovským letcům s bustou T. G. Masaryka“ na Wikimedia Commons             | Pomník sestávající z busty Tomáše Garrigue Masaryka od sochaře Josefa Pekárka a pamětní desky. Bustu před roztavením zachránil Jan Horal, který ji propašoval do zahraničí a v roce 2004 nechal umístit na nádvoří českokrumlovského hotelu Růže. Bustu odkázal společnosti Koh-i-noor Hardmuth, v jejímž českobudějovickém areálu je před Lamezanovou vilou umístěna od roku 2013, společně s bustou Edvarda Beneše. Pamětní deska zůstala v Českém Krumlově, kde je umístěna na budově radnice. Nese nápis: „ZA IDEÁLY T. G. MASARYKA / A ZA SVOBODU ČSR BOJOVALI / NA VŠECH FRONTÁCH EVROPY / VE II. SVĚTOVÉ VÁLCE / LETCI Z REGIONU ČESKÝ KRUMLOV / Prokop BRÁZDA / Jiří ENGEL / Josef KUBÁK / Jan MAYER / František PETR / MUDr. Karel PLAŇANSKÝ / František RYPL / Vojtěch SMOLÍK – DFC“. |
| Pomník českým válečným letcům RAF (Q95964539)                       | Pomník českým válečným letcům RAF                  | Senovážné náměstí                         | 12. 9. 2015                                       | Kategorie „Pomník českým válečným letcům RAF (České Budějovice)“ na Wikimedia Commons               | Pomník s duralovým úlomkem letadla, se kterým havaroval 14. 9 1940 František Marek. Nápis: Českým válečným letcům RAF 1939–1945. Mnozí nedoletěli, ti druzí zvítězili do nové tyranie. |
| Pomník Dr. E. Beneše                                                |                                                    | Česká 142/64                              |                                                   | | Busta Edvarda Beneše byla podle výroční zprávy gymnázia ze školního roku 1945–1946 umístěna v prvním patře budovy. |
| Pomník Dr. E. Beneše a poválečným dekretům (Q118522866)             | Pomník českokrumlovským letcům                     | Lamezanova vila                           | 2004                                              | Kategorie „Pomník Dr. E. Beneše a poválečným dekretům“ na Wikimedia Commons                         | Pomník sestávající z busty Edvarda Beneše a pamětní desky. Bustu nechal (jako kopii originálu zapůjčeného Společností Edvarda Beneše) odlít Jan Horal, slavnostní odhalení na nádvoří českokrumlovského hotelu Růže proběhlo 28. května 2004 v 11:00. Horal odkázal bustu společnosti Koh-i-noor Hardmuth, v jejímž českobudějovickém areálu je před Lamezanovou vilou umístěna od roku 2013, společně s bustou Tomáše Garrigue Masaryka. Pamětní deska již není vystavena, nese nápis: „14. 12. 1945 řekl o svých dekretech: / "Přijde brzo chvíle, kdy tito viníci se budou před sebou samými a před světem očišťovat z toho, co v těchto letech napáchali. A budou tomu sami věřit, až tyto své nové lži budou přednášet. Říkal jsem při jiných příležitostech, že máme všecko zaznamenat a povědět to, co jste zažili ve svých vězeních a koncentračních táborech. Ne snad jen proto, abyste nám všem řekli o svém utrpení, ale proto, abyste se znovu mohli bránit, až oni začnou s tou "očišťovací" kampaní. / ...Že začnou – o tom buďte přesvědčeni. / A konečně přijdou opět, aby od očištění přešli k útoku. Bude to nová reakce, která opět spojí útok na pokrok sociální s útokem na naši svobodu národní a lidskou. / VRCHNÍMU VELITELI VDĚČNĚ / VETERÁNI II. SVĚTOVÉ VÁLKY“. |
| Pomník J. K. Tyla (Q106516940)                                      | Josef Kajetán Tyl                                  | Jihočeské divadlo                         | 1948                                              | | Busta J. K. Tyla od Josefa Václava Schwarze (Q55681287) v nice nad hlavním vchodem do budovy Jihočeského divadla, kde Tyl odehrál své poslední představení před smrtí. |
| Pomník J. V. Jirsíka (Q57416392)                                    | Pomník J. V. Jirsíka                               | Černá věž                                 | 28. 9. 1926 2. 10. 1993                           | Kategorie „Statue of Jan Valerián Jirsík“ na Wikimedia Commons                                      | Záměr pomníku J. V. Jirsíka sahá až do roku 1883, model vytvořil 1919–21 J. V. Myslbek, odlití a úpravy proběhly 1922–23, žulový podstavec a kompozice jsou dílem architektů A. Balšánka a B. Hübschmanna. Socha odstraněna koncem září 1939, roztavena. Obnova zvažována v roce 1968, obnoven 1993 iniciativou Klubu přátel Českých Budějovic. |
| Pomník Jana Žižky z Trocnova (Q36860132)                            | Žižkův pomník                                      | n. Přemysla Otakara II. Žižkova 1665      | 6. 10. 1951                                       | Kategorie „Monument to Jan Žižka in České Budějovice“ na Wikimedia Commons                          | Pomník od sochaře Karla Dvořáka vznikal v letech 1926–1940, původně jako zakázka pro Prahu. Nakonec byl r. 1951 umístěn na budějovické náměstí před radnici. Koncem 50. let došlo k přesunu před Žižkova kasárna. |
| Pomník Josefa II. (Q96063418)                                       | Pomník Josefa II.                                  | Na Sadech                                 | 28. 10. 1883                                      | Kategorie „Pomník Josefa II. (České Budějovice)“ na Wikimedia Commons                               | Bronzový pomník Josefa II. od V. O. Tilgnera na mramorovém podstavci nechal zrealizovat Německý politický spolek. Nápis Dem Schätzer der Menschen KAISER JOSEF II., Errichtet 1883 s překlepem (Schätzer namísto Schützer, tzn. odhadci namísto ochránci). Stržen 28. 10. 1918. V místě současného pomníku Mateřství. |
| Pomník Josefa II.                                                   |                                                    | Rožnov                                    | 23. 6. 1889                                       | | Bronzová busta Josefa II. Odstraněna 1918, uložena na obecním úřadě a další osud neznámý. Podstavec od roku 1922 slouží jako pomník padlých na hřbitově v Plané. |
| Pomník Josefa Charvátka (Q107420256)                                | pomník Josefa Charvátka                            | hřbitov svaté Otýlie                      | 17. 5. 1992                                       | Kategorie „Pomník Josefa Charvátka“ na Wikimedia Commons                                            | Pomník Josefa Charvátka zastřeleného příslušníkem STB v roce 1955 na útěku z tábora Bytýz. Umístěn před hrobkou rodiny Dlouhých. |
| Pomník L. Polesné (Q134432099)                                      | pomník L. Polesné                                  | vodácký areál Lídy Polesné                | 2024                                              | | Pomník v podobě sochy vyřezané z kmene dubu rozlomeného větrnou smrští v roce 2020. |
| Pomník K. Gottwalda (Q106768131)                                    |                                                    | J. Opletala                               | 24. 5. 1979                                       | | Bronzovou sochu vytvořil F. Mrázek, architektonickou úpravu provedl Otto Kubík (Q84494554). V prosinci 1989 odstraněna, od r. 1999 uložena v Mříči, od roku 2005 v soukromém muzeu na Zlínsku. |
| Pomník Mateřství (Q57504196)                                        | Pomník Mateřství                                   | Na Sadech                                 | 1958                                              | Kategorie „Pomník Mateřství (České Budějovice)“ na Wikimedia Commons                                | Pomník od F. Mrázka umístěný naproti velké fontáně Na Sadech, kde byl původně pomník Josefa II. |
| Pomník O. Jeremiáše                                                 |                                                    | koncertní síň O. Jeremiáše radnice        | ~1988                                             | | Busta Otakara Jeremiáše v průčelí koncertní síně. Autor Stanislav Zadražil. Později přesunuta do radnice. |
| Pomník obětem druhé světové války (Q96748545)                       | Pomník 1939-1945                                   | Čtyři Dvory                               |                                                   | | Památník s nápisem 1939-1945, v lese mezi ulicemi Branišovská a U Lesa. V oblasti se r. 1945 rozkládal tábor Rudé armády. |
| Pomník obětem druhé světové války                                   |                                                    | u Černé věže                              |                                                   | | Pomník v podobě kříže dočasně nahradil sochu J. V. Jirsíka. |
| Pomník obětem heydrichiády (Q97345706)                              | Pomník obětem heydrichiády                         | hřbitov svaté Otýlie                      | 4. 6. 1967                                        | Kategorie „Pomník obětem heydrichiády (České Budějovice)“ na Wikimedia Commons                      | Pomník obětí heydrichiády zpopelněných v červnu 1942. Podle jiného zdroje odhalen v roce 1968. |
| Pomník obětem holokaustu (Q106485966)                               | Pomník obětem holokaustu                           | židovský hřbitov                          | 15. 10. 1950                                      | | Pomník v prostoru hřbitova ve tvaru tumby. |
| Pomník obětem první a druhé světové války (Q93768497)               | Pomník obětem první a druhé světové války          | nám. Bratří Čapků 1267/10                 |                                                   | | Rožnov. Pomník uvádí letopočty světových válek, ale bez konkrétních jmen. |
| Pomník obětem světové války (Q97346026)                             | Pomník obětem světové války                        | hřbitov svaté Otýlie                      | 28. 9. 1938                                       | Kategorie „Pomník obětem světové války (České Budějovice)“ na Wikimedia Commons                     | Pomník s letopočty 1914 a 1918. Autor Jaroslav Benda (Q95180196). Restaurován 2021. |
| Pomník obětem světových válek (Q96748591)                           | Pomník obětem světových válek                      | České Vrbné 1916                          |                                                   | Kategorie „Pomník obětem světových válek (České Vrbné)“ na Wikimedia Commons                        | Pomník u čp. 1916 uvádí šest jmen obětí z obou světových válek. |
| Pomník obětem světových válek (Q96000541)                           | Pomník obětem světových válek                      | Ledenická 665/3                           |                                                   | | Pomník uvádí 84 obětí první světové války a 22 obětí druhé světové války. |
| Pomník obětem světové války (Q96026560)                             | Pomník obětem světové války                        | Nové Vráto, Rudolfovská                   | 12. 8. 1928                                       | Kategorie „Pomník obětem světové války (Nové Vráto)“ na Wikimedia Commons                           | Pomník obětem světové války v Novém Vrátě u Rudolfovské třídy. Základní kámen položen 6. července 1928, pomník zřízen bezúplatně pracovníkem železnice Janem Zemanem z Vráta, desku připravil kameník Václav Hára především za prostředky získané ve veřejné sbírce. Odhalení se účastnilo asi 600 osob. |
| Pomník Otokara Mokrého (Q36859615)                                  | Pomník Otokara Mokrého                             | Na Sadech                                 | 15. 8. 1919                                       | Kategorie „Pomník Otokara Mokrého“ na Wikimedia Commons                                             | Pomník českobudějovického rodáka a básníka Otokara Mokrého od Družstva Budivoj, realizoval sochař František Bílek. |
| Pomník padlým vojínům (Q96000758)                                   | Pomník padlým vojínům                              | Třebotovice 2403                          |                                                   | | Pomník s nápisem „Padlým vojínům 1914–1919“ uvádí šest jmen. |
| Pomník padlým vojínům z obce Mladé (Q106439680)                     | Pomník padlým vojínům                              | hřbitov Mladé                             |                                                   | | Pomník padlým v prvním světové válce uvádí 21 jmen. |
| Pomník Pařížské komuny                                              |                                                    | Pražská 1255/19                           | 16. 3. 1971                                       | | K příležitosti 100 let od pařížských voleb do Komuny byl u Koldomu vztyčen 140 cm vysoký základní kámen chystaného pomníku Pařížské komuny. Ten nakonec nebyl realizován, takže jako pomník fungoval samotný kámen. Odstraněn po roce 1989. |
| Pomník pluk. Švece (Q96211889)                                      | Pomník pluk. Švece                                 | Senovážné náměstí                         | 28. 10. 1928                                      | Kategorie „Pomník pluk. Švece (České Budějovice)“ na Wikimedia Commons                              | Bronzové sousoší na kamenném podstavci s legionáři a pluk. Švecem, od Otto Birmy (Q57412569), architektonická spolupráce K. Chochola. 1939 přesunut do Pelhřimova, odtud r. 1942 do Prahy, kde byl roztaven. |
| Pomník ppluk. Kulikovského                                          |                                                    | Dělostřelecká kasárna na Pražské třídě    | 29. 6. 1939                                       | | Bronzová deska na žulovém kameni s nápisem DĚLOSTŘELECKÝ PLUK 5 PODPLUKOVNÍKU I. I. KULIKOVSKÉMU HRDINNÉMU VELITELI BATERIE RUSKÝCH LEGIÍ. Deska zmizela počátkem druhé světové války, později zde byla umístěna deska padlým dělostřelcům. |
| Pomník Přátelství (Q106975644)                                      |                                                    | Vojenská nemocnice                        | 1980                                              | | Pomník z leštěného kamene s nápisem „Se Sovětským svazem na věčné časy“ a sochou Přátelství od Františka Mrázka stál v areálu někdejší vojenské nemocnice u současné ulice E. Pittera v místě současného parkoviště. Pískovcová socha dvojice vojáků o výšce 270 cm. Odstraněn někdy po roce 1992. |
| Pomník Přemysla Otakara II. (Q57416560)                             | Pomník Přemysla Otakara II.                        | Na Sadech                                 | 28. 10. 2015                                      | Kategorie „Statue of Přemysl Otakar II. (České Budějovice)“ na Wikimedia Commons                    | Žulová socha Přemysla Otakara II. od Františka Postla (Q57417275). |
| Pomník Přemysla Otakara II. (Q134519969)                            | Pomník Přemysla Otakara II.                        | U Černé věže 71/4                         | 2023?                                             | Kategorie „Monument to Přemysl Otakar II. (České Budějovice, centrum)“ na Wikimedia Commons         | Dřevěná socha Přemysla Otakara II. (s letopočtem 1265 připomínajícím založení města) stojí mezi katedrálou svatého Mikuláše a děkanstvím. |
| Pomník R. W. Whiteheada                                             | Pomník R. W. Whiteheada                            | hřbitov Třebotovice                       | 1990                                              | | Pomník na místě původního hrobu amerického letce Roberta W. Whiteheada (Q96754500) sestřeleného 11. 4. 1945. Ostatky exhumovány a převezeny do USA 1945. Pomník na místě původního hrobu odhalen r. 1990. |
| Pomník světové války (Q96612864)                                    | Pomník světové války                               | PR Vrbenské rybníky                       |                                                   | Kategorie „Pomník světové války (České Vrbné)“ na Wikimedia Commons                                 | Na mostu v náspu přes Starý Vrbenský rybník, nápis „Svět. válka 1914–15.“ |
| Pomník T. G. Masaryka (Q81825825)                                   | Pomník T. G. Masaryka                              | Kněžské Dvory                             | 26. 6. 1938 20. 9. 2018                           | Kategorie „Pomník T. G. Masaryka (Kněžské Dvory)“ na Wikimedia Commons                              | 24. 6. 1939 stržen vandalem, obnoven 1946, odstraněn 1954, 2018 uvažováno o obnově kopií nebo originálem uloženým v depozitáři Č. Budějovic, obnoven kopií Ivana Tláška (Q95398696) 20. 9. 2018. |
| Pomník T. G. Masaryka (Q96026061)                                   | Pomník T. G. Masaryka                              | Nové Vráto, Rudolfovská 285/143           | 14. 8. 1938 28. 10. 1947 28. 10. 1994 14. 9. 2017 | Kategorie „Pomník T. G. Masaryka (Nové Vráto)“ na Wikimedia Commons                                 | 66 cm vysoká bysta. Odstraněn za okupace, obnoven 1947, znovu odstraněn po roce 1948, obnoven 1994, odcizen 2014, obnoven 2017. Bronzová verze z roku 1994 a pryskyřičná z roku 2017 pochází z dílny Ivana Tláška (Q95398696). |
| Pomník účastníků II. národního odboje (Q95690757)                   | Pomník účastníků II. národního odboje              | hřbitov Mladé                             |                                                   | | Pomník z leštěné žuly realizovali František Mrázek a Václav Hára (Q108783349). Uvádí 15 jmen. Před hřbitovem. |
| Pomník V. I. Lenina (Q106765745)                                    |                                                    | Senovážné náměstí                         | 11. 12. 1972                                      | | Sochu v nadživotní velikosti na odstupňovaném podstavci zrealizovali Ludvík a Božena Kodymovi (Q65243749). Odstraněna 30. 3. 1990, od r. 1999 uložena v Mříči, od roku 2005 v soukromém muzeu na Zlínsku. |
| Pomník zaměstnanců papíren (Q95965249)                              | Pomník zaměstnancům papíren                        | Papírenská 802/39                         |                                                   | Kategorie „Pomník zaměstnancům papíren (České Budějovice)“ na Wikimedia Commons                     | Připomíná oběti druhé světové války z řad zaměstnanců papíren. |
| Pomník zastřelených Němců (Q97361913)                               | Pomník zastřelených Němců                          | hřbitov svaté Otýlie                      | 20. 5. 1995                                       | Kategorie „Pomník zastřelených Němců (České Budějovice)“ na Wikimedia Commons                       | Pomník Němců zastřelených s koncem 2. světové války českým četnictvem. |
| Pomník Židů (Q57412713)                                             | Pomník Židů umučených v koncentračních táborech    | F. A. Gerstnera 2151/6                    | 5. 7. 1992                                        | Kategorie „Pomník Židů umučených v koncentračních táborech (České Budějovice)“ na Wikimedia Commons | Pomník Židů umučených v koncentračních táborech byl vytvořen sochařem Ivanem Tláškem (Q95398696) podle návrhu českobudějovického výtvarníka Romana Brichcína. |
| Reliéfní pomník Jana Roháče z Dubé (Q132151244)                     | Pomník Jana Roháče z Dubé                          | Roháče z Dubé 525/2                       | 192x                                              | Kategorie „Pomník Jana Roháče z Dubé (České Budějovice)“ na Wikimedia Commons                       | Pomník rozdělený do dvou obdélníkových polí s textem „Jan Roháč z Dubé / válečník · táborský · po · bitvě · u · Lipan / popraven · na · rozkaz · Sigmundův r 1437“, erbem a lipovými ratolestmi, je umístěn na fasádě při nároží se Zeyerovou ulicí. |
| Reliéfní pomník Julia Zeyera (Q132146788)                           | Pomník Svatopluka Čecha                            | Čechova 534/36                            | 192x                                              | Kategorie „Pomník Svatopluka Čecha (České Budějovice)“ na Wikimedia Commons                         | Pomník s textem „Svat. Čech – náš básník / *1846 – †1908“, reliéfním portrétem básníka z profilu a lipovými ratolestmi, je umístěn na fasádě nad vchodem. |
| Reliéfní pomník Karla Havlíčka Borovského (Q132147582)              | Pomník Karla Havlíčka Borovského                   | Havlíčkovka 514/7                         | 192x                                              | Kategorie „Pomník Karla Havlíčka Borovského (České Budějovice)“ na Wikimedia Commons                | Pomník s textem „Moje barva červené a bílá / dědictví mé poctivost a síla / Karel Havlíček Borovský / *1821 – †1856“, reliéfním portrétem básníka z profilu na kulaté plaketě s lipovými ratolestmi, je umístěn na fasádě nad vchodem. |
| Reliéfní pomník Svatopluka Čecha (Q132146441)                       | Pomník Julia Zeyera                                | Zeyerova 515/1                            | 192x                                              | Kategorie „Pomník Julia Zeyera (České Budějovice)“ na Wikimedia Commons                             | Pomník s textem „Český básník *1841 – †1901 Julius Zeyer“, reliéfním portrétem básníka ve vavřínovém věnci s lipovými ratolestmi a stuhou, je umístěn na fasádě nad vchodem. |
| Raněný (Q107390441)                                                 |                                                    | hřbitov svaté Otýlie                      | 1929                                              | | Bronzová socha od Ferdinanda Opitze je pomníkem padlých v první světové válce. Pravděpodobně odstraněna po roce 2001. |
| Srp a kladivo                                                       |                                                    | Husova                                    |                                                   | | Samostatný plechový symbol srpu a kladiva stál před areálem výstaviště. |
| Srp a kladivo                                                       |                                                    | Lidická 84/8                              |                                                   | | Samostatný symbol srpu a kladiva stál na trávníku nedaleko Modré hvězdy. |
| Srp a kladivo                                                       |                                                    | nám. Jiřího z Poděbrad                    |                                                   | | Samostatný betonový symbol srpu a kladiva s pěticípou hvězdou na vrcholu stál v pásu trávy mezi pruhy silnice. |
| Vítězství Stalingradu (Q57412626)                                   | Vítězství Stalingradu - Strana boující             | Lidická 1700/1                            |                                                   | Kategorie „Strana bojující“ na Wikimedia Commons                                                    | Zvětšená kopie sochy Vítězství Stalingradu (Břetislav Benda, 1943-44) umístěná u pietního areálu jako „Strana bojující“. Originál (výška 104 cm) je uložen v Galerii Středočeského kraje. |
| Zborovský pomník (Q57412494)                                        | Zborovský pomník                                   | Žižkova kasárna Lidická 1700/1            | 10. 7. 1927 červenec 1945 2. 7. 2013              | Kategorie „Zborovský pomník“ na Wikimedia Commons                                                   | Též nazývaný Voják na stráži. Autor Otto Birma (Q57412569), architektonická spolupráce Karel Chochola. Původně umístěn v areálu Žižkových kasáren, za války rozebrán a ukryt, po válce obnoven, znovu rozebrán 1966, podstavec využit na stavební materiál. Socha obnovena a r. 2013 slavnostně odhalena. |

### Pamětní desky
| Objekt                                             | Obrázek                                           | Umístění                      | Datum                    | Galerie                                                                                        | Popis |
| -------------------------------------------------- | ------------------------------------------------- | ----------------------------- | ------------------------ | ---------------------------------------------------------------------------------------------- | --- |
| PD 60 let vlády Františka Josefa I.                |                                                   | Husova 1846/9                 | 1908                     |                                                                                                | Ve vestibulu. Text: Zbudovala Obchodní a průmyslová komora v Českých Budějovicích na paměť 60 letého panování J. V. císaře Františka Josefa I. roku 1908. Současný stav neznámý. |
| PD Aloise Rašína                                   |                                                   | Na Sadech 2036/18             | 1928 1934                |                                                                                                | Pamětní deska ministra financí Aloise Rašína na budově Besedy, opětovně odhalena po rekonstrukci budovy v roce 1934. Odstraněna za okupace 1939-1945. Současný stav neznámý. |
| PD A. Terše a L. L. Pomíjela (Q134241800)          | Pamětní deska Ladislava Pomíjela a Aloise Terše   | Riegrova 1757/49              | 2017                     | Kategorie „Commemorative plaque of Ladislav Pomíjel and Alois Terš“ na Wikimedia Commons       | Pamětní deska výtvarníka a pedagoga Aloise Terše a malíře Ladislava Lazara Pomíjela. |
| PD Augusta Zátky (Q57434471)                       | Pamětní deska s bustou Augusta Zátky              | Krajinská 214/41              | 31. 7. 1927 29. 6. 1947  | Kategorie „Pamětní deska Augusta Zátky (České Budějovice, Krajinská)“ na Wikimedia Commons     | Pamětní deska s bustou Augusta Zátky od B. Kafky umístěná (mimo období války) na Zátkově rodném domě v Krajinské. Deska ztracena, dochovala se pouze busta. |
| PD Augusta Zátky                                   |                                                   | Fráni Šrámka 1216/9           | 1934                     |                                                                                                | Pamětní deska s bustou Augusta Zátky od B. Kafky. Sejmuta začátkem války. Současný stav neznámý. |
| PD baráčníků                                       |                                                   | Dienzenhoferova 43/14         |                          |                                                                                                | Pamětní deska dvěma popraveným nacisty. Věnováno sousedy III. obce baráčníků Jana Žižky z Trocnova Č. Budějovice - Pětidomí. |
| PD Bohuslava Jeremiáše                             |                                                   | Otakarova 1426/43             | 1936                     |                                                                                                | Na průčelí hudební školy. |
| PD Břetislava Boumy                                |                                                   | Jírovcova 1635/18             | duben 1946 15. 5. 1993   |                                                                                                | „Zde působil k rozkvětu Obce baráčníků Vitoraz zasloužilý rychtář JUDr. Břetislav Bouma, jenž zahynul dne 12. dubna 1944 v Buchenwaldu za svobodu národa.“ Umístěna r. 1946, cca v 70. letech odstraněna, 1993 obnovena, později znovu odstraněna. |
| PD budovy gestapa (Q97317114)                      | Pamětní deska gestapa                             | Lannova 87/43                 | 1955                     | Kategorie „Pamětní deska budovy gestapa (České Budějovice)“ na Wikimedia Commons               | Pamětní deska na lékárně s nápisem „Zde stávala budova, ve které gestapo v létech okupace 1939–1945 věznilo, mučilo a popravovalo vlastence našeho kraje“. Původní budova (Štítného 1) zničena koncem války při náletu. |
| PD českobudějovických železničářů (Q80458662)      | Obětem nacismu                                    | Hlavní nádraží                | 1946–1948                | Kategorie „Pamětní deska železničářů (České Budějovice)“ na Wikimedia Commons                  | Rozměrná travertinová pamětní deska v budově nádraží uvádí 27 jmen, nápis „českobudějovičtí železničáři obětem nacismu“ a citát J. Bartušky. |
| PD českobudějovických železničářů                  |                                                   | Nákladové nádraží             |                          |                                                                                                | Pomník pracovníkům, kteří zahynuli 23.-24. března 1945 při náletu na železniční uzel. |
| PD deportovaným (Q97317136)                        | Pamětní deska deportovaným                        | Hlavní nádraží                | 1996                     | Kategorie „Pamětní deska deportovaným (České Budějovice)“ na Wikimedia Commons                 | Nápis „Na památku všech deportovaných na nucené práce za 2. světové války do říše – v roce 1939–1944. Okresní svaz nuceně nasazených České Budějovice. Uváděna u vchodu do budovy, v roce 2018 v hale vpravo od PD českobudějovických železničářů. |
| PD dělostřeleckého útvaru (Q97317140)              | Pamětní deska dělostřeleckého útvaru              | Pražská 1815/1 Žižkova 185/37 | 1948 1997                | Kategorie „Pamětní deska dělostřeleckého útvaru (České Budějovice)“ na Wikimedia Commons       | Pamětní deska na budově dělostřeleckých kasáren věnovaná příslušníkům dělostřeleckého útvaru popraveným, umučeným a zemřelým za druhé světové války. Původně na dělostřeleckých Kasárnách arcivévody Viléma na Pražské třídě, obnovena na Žižkových kasárnách. Uvádí sedm jmen. |
| PD Františka I. (Q135111740)                       | Pamětní deska Františka I.                        | Česká 5/57                    | 1825                     | Kategorie „Pamětní deska Františka I.“ na Wikimedia Commons                                    | Pamětní deska tvořená čtyřmi obdélníky šedého mramoru umístěnými mezi okny prvního a druhého patra věnovaná císaři Františku I. Rakouskému připomíná přestavbu domu na věznici. Nápis: „Franciscus I. imperator augustus \| securitati publicae \| MDCCCXXV“, v překladu: „Císař František I. veřejné bezpečnosti 1825“.                                                                                |
| PD Františku Skuherskému (Q106471543)              | Pamětní deska F. Z. Skuherského                   | Skuherského 1442/42           | 1926                     | Kategorie „Pamětní deska Františka Zdeňka Skuherského“ na Wikimedia Commons                    | Hudební skladatel František Skuherský. |
| PD Karla Hansy (Q111660391)                        | Pamětní deska Karla Hansy                         | Skuherského 1442/42           | 25. listopadu 2020       |                                                                                                | Cestovatel Karel Hansa. |
| PD J. A. Komenského                                |                                                   | Česká 142/64                  | říjen 2021               |                                                                                                | Mramorová pamětní deska od Adély Müllerové v přízemí budovy věnována Janu Amosovi Komenskému. |
| PD J. K. Mayerovi (Q106471357)                     | Pamětní deska J. K. Mayera                        | Pekárenská 1194/12            | 1920                     | Kategorie „Pamětní deska Jana Karla Mayera“ na Wikimedia Commons                               | Redaktor Jan Karel Mayer (Q106471438) (1875–1910). |
| PD J. V. Jirsíka (Q111696687)                      | Pamětní deska J. V. Jirsíka                       | Fráni Šrámka 1193/23          |                          | Kategorie „Pamětní deska Jana Valeriána Jirsíka“ na Wikimedia Commons                          | Pamětní deska s bustou biskupa Jirsíka ve vestibulu školy. |
| PD Jaroslava Haška (Q106471137)                    | Pamětní deska Jaroslava Haška                     | Pražská 1815/1                |                          | Kategorie „Pamětní deska Jaroslava Haška (České Budějovice)“ na Wikimedia Commons              | Pamětní deska na Mariánských kasárnách připomínající rok 1915 a vojenskou službu českého spisovatele. |
| PD Jiřího Ganse (Q124034626)                       | Pamětní deska Jiřího Ganse                        | B. Smetany 1619/24            | 15. 1. 2020              | Kategorie „Pamětní deska Jiřího Ganse“ na Wikimedia Commons                                    | Pamětní deska Jiřího Ganse, představitele budějovického undergroundu. |
| PD Josefa Beránka (Q109519833)                     | Pamětní deska Josefa Beránka                      | Lidická tř. 1141/185          | 10. 6. 1946              |                                                                                                | Pamětní deska starosty Sokola v Rožnově Josefa Beránka (Q109520061) popraveného nacisty. |
| PD Josefa Braniše                                  |                                                   | Fráni Šrámka 1216/9           | 1934                     |                                                                                                | Pamětní deska historika Josefa Braniše. Současný stav neznámý. |
| PD Josefa Hardtmutha                               |                                                   | hřbitov Mladé                 |                          |                                                                                                | Zhruba do roku 1975 umístěna na rodinné hrobce Josefa Hardtmutha v Mladém. |
| PD Josefa Hloucha (Q104175372)                     | Pamětní deska Josefa Hloucha                      | Biskupská 132/4               | 9. 6. 2012               | Kategorie „Pamětní deska Josefa Hloucha (České Budějovice)“ na Wikimedia Commons               | Pamětní deska biskupa Josefa Hloucha. |
| PD Josefa Mašína (Q120259761)                      | Pamětní deska Josefa Mašína                       | Dvořákova 170/12              | 29. 6. 2023              | Kategorie „Pamětní deska Josefa Mašína (České Budějovice)“ na Wikimedia Commons                | Pamětní deska generála Josefa Mašína umístěná na budově Žižkových kasáren, kde v letech 1921–1923 konal vojenskou službu. Odhalena 29. června 2023 v 16:00. |
| PD Josefa Mrňávka                                  |                                                   | Fráni Šrámka 1216/9           | 1934                     |                                                                                                | Pamětní deska ředitele Josefa Mrňávka (Q95175522). Současný stav neznámý. |
| PD K. Chocholy a H. Foltýna (Q111783677)           |                                                   | Resslova 1579/2               | 27. 10. 1946             |                                                                                                | Pamětní deska Dr. Ing. arch. Karla Chocholy popraveného v Táboře 3. 6. 1942 a Ing. arch. Hugo Foltýna (Q1635029), který zahynul v Buchenwaldu 24. 8. 1944. |
| PD Karla Šatala (Q111699897)                       | Pamětní deska Karla Šatala                        | Fráni Šrámka 1193/23          | 8. 3. 1946               | Kategorie „Pamětní deska Karla Šatala“ na Wikimedia Commons                                    | Pamětní deska středoškolského profesora Karla Šatala popraveného nacisty, umístěna ve vestibulu školy. |
| PD Klementa Gottwalda                              |                                                   | Pražská 1815/1                | 1960                     |                                                                                                | U brány kasáren na Pražské. Původně kulturní památka, jejíž ochrana byla zrušena v roce 1998, kdy již deska neexistovala. Bronzová deska visela vpravo od hlavního vchodu a nesla červené pěticípé hvězdy s monogramem KG mezi nimi. Následoval text: V těchto kasárnách konal v r. 1915 službu jako vojín 42. děl. pluku první dělnický president ČSR K. Gottwald.                                     |
| PD legionářům                                      |                                                   | Matice školské 62/3(?)        | 31. 1. 1939              |                                                                                                | V budově Českého učitelského ústavu. Odstraněna 1948. Současný stav neznámý. |
| PD Ludvíku Engelovi                                | Pamětní deska Ludvíku Engelovi                    | Senovážné nám. 248/2          | 4. 10. 2024              |                                                                                                | Na budově Kulturního domu Metropol, vedle vchodu na Malou scénu. |
| PD Malého pivovaru (Q125578036)                    | Malého pivovaru                                   | Karla IV. 95/10               | ?                        | Kategorie „Pamětní deska Malého pivovaru“ na Wikimedia Commons                                 | PD umístěna směrem do ulice Karla IV., německý text: „Burgerliches kleines Bräuhaus erbaut im Jahre 1815.“ (měšťanský malý pivovar postavený v roce 1815). |
| PD Maňákových (Q104175188)                         | Pamětní deska Maňákových                          | Dr. Stejskala 110/11          | 1996                     | Kategorie „Pamětní deska Maňákových (České Budějovice)“ na Wikimedia Commons                   | PD Jaroslava (Q95100994) a Jiřího Maňáka, umístěna směrem z ulice Široká. |
| PD Matthiase Kocha (Q125750838)                    | Pamětní deska Matthiase Kocha                     | Česká 142/64                  | říjen 2021               | Kategorie „Pamětní deska Matthiase Kocha“ na Wikimedia Commons                                 | Mramorová pamětní deska od Adély Müllerové v přízemí budovy věnována prvnímu řediteli německého gymnázia Matthiasi Kochovi (Q95398412). Obsahuje též nápis z mramorové desky (zničené v roce 1920 nebo 1923) o postavení školy za císaře Františka Josefa v letech 1902–1903. |
| PD Miloslava Faita                                 |                                                   | Fráni Šrámka 1216/9           | 6. 6. 1946               |                                                                                                | Pamětní deska profesora Miloslava Faita (Q111705422), odbojáře, v budově tehdejšího Zátkova státního reálného gymnasia. |
| PD Mirko Nešporovi                                 |                                                   | Resslova 1520/6               | 1964                     |                                                                                                | Pamětní deska Mirko Nešporovi. Současný stav neznámý. |
| PD obětem komunismu (Q96085859)                    | Pamětní deska obětem komunismu                    | F. A. Gerstnera × Goethova    | 5. 5. 1995               | Kategorie „Pamětní deska obětem komunismu (České Budějovice)“ na Wikimedia Commons             | Nápis „1948-1989 obětem komunistické zvůle a násilí“. Autor Ivan Tlášek (Q95398696). Odhalena předsedou pobočky Konfederace politických vězňů Františkem Poulou. |
| PD obětem nacismu (Q111784106)                     |                                                   | Jírovcova 1793/9a             | 28. 10. 1946             |                                                                                                | Pamětní deska obětem nacizmu II. obecné školy chlapecké. Později ztracena. |
| PD Ondřeje Puklice ze Vztuh (Q104997330)           | Pomník Ondřeje Puklice ze Vztuh                   | Krajinská 36/2                | 1967                     | Kategorie „Pamětní deska Ondřeje Puklice ze Vztuh“ na Wikimedia Commons                        | Pamětní deska na Puklicově domu od F. Mrázka. |
| PD pedagogů (Q111784330)                           |                                                   | L. Kuby 1165/48               | 28. 10. 1946             |                                                                                                | Pamětní deska tří rožnovských učitelů v budově školy. |
| PD prvního českého gymnasia (Q106516762)           | PD prvního českého gymnasia                       | Skuherského 1274/3            |                          |                                                                                                | Pamětní deska připomínající založení gymnázia biskupem Jirsíkem. |
| PD rekonstrukce nádraží v Českých Budějovicích     | PD PD rekonstrukce nádraží                        | Hlavní nádraží                | 2024                     |                                                                                                | Pamětní deska připomínající rekonstrukci výpravní budovy českobudějovického vlakového nádraží, která proběhla v letech 2020–2024. |
| PD sekretariátu I                                  |                                                   | Lannova 51/23                 | 13. 5. 1971              |                                                                                                | Trojice pamětních desek od sochaře Františka Mrázka odhalená 13. května 1971 v předvečer 50 let od ustavujícího sjezdu Komunistické strany Československa. 60 × 40 cm. Laminát, bronz. Odstraněna 1990. |
| PD sekretariátu II                                 | Pamětní deska                                     | Žižkova                       | 13. 5. 1971              |                                                                                                | Trojice pamětních desek od sochaře Františka Mrázka odhalená 13. května 1971 v předvečer 50 let od ustavujícího sjezdu Komunistické strany Československa. 50 × 40 cm. Laminát, bronz. |
| PD sekretariátu III                                |                                                   | Dr. Stejskala 426/15          | 13. 5. 1971              |                                                                                                | Trojice pamětních desek od sochaře Františka Mrázka odhalená 13. května 1971 v předvečer 50 let od ustavujícího sjezdu Komunistické strany Československa. 50 × 40 cm. Laminát, bronz. |
| PD Slovanské lípy                                  |                                                   | Husova 684/21(?)              | 1936                     |                                                                                                | Současný stav neznámý. |
| PD Sokolů (Q97317189)                              | Pamětní deska sokolům                             | Sokolský ostrov 133/17        | 1996                     | Kategorie „Pamětní deska sokolům (České Budějovice, Sokolský ostrov)“ na Wikimedia Commons     | Pamětní deska padlým členům sokola, v hlavní vstupní hale sokolovny. |
| PD Sokolů (Q97317195)                              | Pamětní deska sokolům                             | Sokolská 133/17               |                          | Kategorie „Pamětní deska sokolům (České Budějovice, Čtyři Dvory)“ na Wikimedia Commons         | Pamětní deska umučeným a vězněným členům sokola, na sokolovně ve Čtyřech Dvorech. |
| PD Sovětské armády                                 |                                                   | Jirsíkova 243/2               | 1955                     |                                                                                                | DK Slávie („Armáďák“). Současný stav neznámý. |
| PD Sovětské armády                                 |                                                   | radnice                       | 1970                     |                                                                                                | Současný stav neznámý. |
| PD Svatomíra Tůmy                                  |                                                   | Na Sadech 2036/18             | 1934                     |                                                                                                | Pamětní deska předsedy odboru Národní jednoty pošumavské Svatomíra Tůmy (1870–1911) na budově Besedy. Současný stav neznámý. |
| PD Šimona Plachého z Třebnice (Q106471612)         | Pamětní deska Šimona Plachého z Třebnice          | Krajinská 212/43              | po 1611 1995             | Kategorie „Pamětní deska Šimona Plachého (České Budějovice)“ na Wikimedia Commons              | Pamětní deska Šimona Plachého z Třebnice zabitého při vpádu Pasovských 1611 umístěná do roku 1663 na Pražské bráně byla roku 1995 obnovena na rohu domu č. 43. Originální části uloženy v muzeu. |
| PD T. G. Masaryka (Q57434880)                      | Pamětní deska Tomáše Garrigue Masaryka            | radnice                       | 1935 1946 1968 1990 1995 | Kategorie „Pamětní deska Tomáše Garrigue Masaryka (České Budějovice)“ na Wikimedia Commons     | Pamětní deska podle návrhu K. Chocholy, sochařská práce J. V. Duška. Odstraněna za okupace 1939–1945. Znovu odstraněna 1948. Opětovně 1970, kdy ji nahradila PD Sovětské armády. Vrácena 1990 a po rekonstrukci 1995. |
| PD Maxmiliana Mencla (Q111698075)                  | Pamětní deska Maxmiliana Mencla                   | radnice                       | ?                        |                                                                                                | Umístěna uvnitř radnice za vchodem č. 1 |
| PD Václava Hlaváče (Q111784076)                    |                                                   | Jeronýmova                    | 1947                     |                                                                                                | Pamětní deska profesora Václava Hlaváče (Q111783800) v budově učitelského ústavu. Později ztracena. |
| PD Václava Novotného (Q104175514)                  | Pamětní deska Václavu Novotnému                   | Piaristické náměstí           | 28. 9. 1932              | Kategorie „Pamětní deska Václavu Novotnému (České Budějovice)“ na Wikimedia Commons            | Pamětní deska prvního ředitele české matiční školy Václava Novotného. |
| PD velitelství sovětské armády (Q97319711)         | Pamětní deska velitelství sovětské armády         | Senovážné náměstí 239/12      |                          | Kategorie „Pamětní deska velitelství sovětské armády (České Budějovice)“ na Wikimedia Commons  | V průjezdu Nadačního domu (SŠ / VOŠ). Kapitán Maxim Petrovič Ševčenko (1905–1983) byl velitelem českobudějovické posádky Rudé armády od osvobození 9. května 1945. |
| PD vojáků PTP (Q106474479)                         | Pamětní deska vojákům PTP                         | Žižkova 185/37                | 6. 5. 2010               | Kategorie „Pamětní deska vojákům PTP (České Budějovice)“ na Wikimedia Commons                  | Plastová pamětní deska jihočeských vojáků PTP odvedených v letech 1950-1954. Návrh Václava Šulisty (Q106474737) realizoval Michal Trpák. |
| PD vojenského hřbitova (Q106538335)                | Pamětní deska vojenského hřbitova                 | Plavská 2166/3                | 27. 6. 2018              | Kategorie „Pamětní deska vojenského hřbitova (České Budějovice)“ na Wikimedia Commons          | Pamětní deska bývalého vojenského hřbitova umístěná na leštěném kamenném soklu. |
| PD Vojtěchu Jandečkovi                             |                                                   | Fráni Šrámka 1193/23          |                          |                                                                                                | Pamětní deska prvního předsedy Svazu osvobozených politických vězňů Vojtěcha Jandečky, umístěna ve vestibulu školy. |
| PD Vojtěchu Mokrému (Q106486094)                   | Pamětní deska Vojtěchu Mokrému                    | Kanovnická 409/8              | 6. 12. 2014              | Kategorie „Pamětní deska Vojtěcha Mokrého (České Budějovice)“ na Wikimedia Commons             | Pamětní deska generálního vikáře a probošta katedrální kapituly Vojtěcha Mokrého (Q106486108) umístěna péčí českobudějovické katedrální kapituly a praprasynovce JUDr. Antonína Mokrého. Visí směrem do Kněžské ulice. |
| PD v gymnáziu v České (Q111782695)                 | pamětní deska obětí nacismu                       | Česká 142/64                  | 23. 5. 1946              | Kategorie „PPamětní deska v gymnáziu Česká‎“ na Wikimedia Commons                               | Pamětní deska věnována obětem nacismu, uvádí jména profesorů Rudolfa Strnada, Josefa Stejskala a studenta Harryho Kende. Nad schodištěm v prvním patře. |
| PD vzniku Československa (Q99312363)               | Pamětní deska vzniku Československa               | Kněžská 348/35                | 20. 5. 1929 28. 10. 1995 | Kategorie „Pamětní deska vzniku Československa (České Budějovice)“ na Wikimedia Commons        | Pamětní deska zasedání Československého národního výboru 28. října 1918. Autor Karel Chochola. Původně na budově kavárny U Volbrechtů (předchozí budova na téže adrese). Deska odstraněna za okupace 1939-1945. Znovu odstraněna 1948. Obnovena buďto 1990 (podle D. Kováře) nebo 28. 10. 1995 (podle K. Pletzera). Odcizena 2005, obnovena kopií od Michala Trpáka 24. října 2008, Více: U Volbrechtů. |
| PD zaměstnanců Jihočeských elektráren a F. Marka   |                                                   | Lannova                       | 7. 5. 1946               |                                                                                                | Pamětní deska v druhém patře budovy bývalého ředitelství elektráren. 12 jmen. Hned vedle se nachází pamětní deska letce Františka Marka (Q95163861). |
| PD zaměstnanců Koh-i-Noor (Q95965305)              | Pamětní deska zaměstnanců Koh-i-Noor              | F. A. Gerstnera 22/10         | 1945(?)                  | Kategorie „Pamětní deska zaměstnanců Koh-i-Noor“ na Wikimedia Commons                          | Pamětní deska na budově Koh-i-Noor se jmény sedmi obětí druhé světové války a letopočty 1939 a 1945. |
| PD zaměstnanců krajského soudu                     |                                                   | Goethova 1929/1               | 27. 9. 1947              |                                                                                                | Pamětní deska věnována obětem nacismu, uvádí 22 jmen pracovníků soudu. V budově. |
| PD zaměstnancům ONV (Q95965268)                    | Pamětní deska zaměstnancům ONV                    | Lidická 2/4                   |                          | Kategorie „Pamětní deska zaměstnancům ONV (České Budějovice)“ na Wikimedia Commons             | Pamětní deska dvou zaměstnanců okresního národního výboru umučených v koncentračních táborech. |
| PD zaměstnanců policejního ředitelství             |                                                   | Pražská 5                     | 2. 7. 1946               |                                                                                                | Pamětní deska v budově bývalého policejního ředitelství na umučené a popravené zaměstnance. 5 jmen. |
| PD zaměstnanců nádražní pošty (Q98007131)          | Pamětní deska zaměstnanců pošty                   | Nádražní 118/6                |                          | Kategorie „Pamětní deska zaměstnancům nádražní pošty (České Budějovice) “ na Wikimedia Commons | Pamětní deska na budově nádražní pošty věnovaná zaměstnancům umučeným nacisty. 23 jmen. |
| PD zaměstnanců pošty (Q99312289)                   | Pamětní deska zaměstnanců pošty                   | Senovážné náměstí 240/1       | 1. 11. 1945              | Kategorie „Pamětní deska zaměstnancům hlavní pošty (České Budějovice)“ na Wikimedia Commons    | Pamětní deska v budově hlavní pošty (původně na fasádě) věnovaná zaměstnancům umučeným nacisty. 21 jmen. |
| PD zaměstnanců smaltovny Sfinx                     |                                                   |                               | 2. 7. 1946               |                                                                                                | Pamětní deska. 4 jména. |
| PD zaměstnanců Tabáčky (Q99312307)                 | Pamětní deska zaměstnanců Tabáčky                 | Tabáčka                       | říjen 1947               | Kategorie „Pamětní deska zaměstnanců Tabáčky (České Budějovice)“ na Wikimedia Commons          | Pamětní deska na budově Tabáčky (areál u křižovatky Průmyslové a Novohradské) od Jana Bulíře (Q95464985) se jmény dvou obětí druhé světové války. |
| PD žákům SPŠ                                       |                                                   | Resslova 1579/2               | 29. 6. 1930              |                                                                                                | Pamětní deska se jmény čtrnácti žáků SPŠ stavební zahynulých během první světové války. Ve vestibulu budovy. |
| PK historického rozcestníku (Q36859488)            | rozcestník                                        | Na Sadech                     | 1910 2003                | Kategorie „Historický rozcestník (České Budějovice)“ na Wikimedia Commons                      | Historický kamenný rozcestník vyrobený firmou Bratři Zemanové roku 1910 obnoven a pamětním kamenem doplněn roku 2003. |
| PK Josefa Cepáka (Q57445018)                       | PK Josefa Cepáka                                  | Na Dlouhé louce 1730          | 1. 10. 2010              | Kategorie „Pamětní kámen Josefa Cepáka (České Budějovice)“ na Wikimedia Commons                | Na památku českobudějovického učitele a propagátora cyklistiky Josefa Cepáka, který tragicky zahynul při výstupu na Mont Blanc. U křižovatky cyklostezky a cesty z lávky u Voříškova dvora. |
| PK povodně 2002 (Q118406176)                       | PK povodně 2002                                   | Zátkovo nábřeží 13            | 2002                     | Kategorie „Pamětní kámen povodně 2002 (České Budějovice)“ na Wikimedia Commons                 | Pamětní kámen povodně 2002 umístěný po opravě břehu poblíž Slepého ramene před Železnou pannou, vandalizováno. |
| PK tramvajové dopravy (Q57610586)                  | Pamětní kámen tramvajové dopravy                  | Mariánské náměstí             | 15. 6. 2016              | Kategorie „Tramvajový sloup (České Budějovice)“ na Wikimedia Commons                           | Pamětní kámen umístěn k tramvajovému sloupu (z doby 1925-1929) k příležitosti 107. výročí tramvajové dopravy ve městě. Historické svítidlo na sloupu obnoveno dopravním podnikem. |
| PD na památku první evropské železnice (Q80458668) | Pamětní deska na památku první evropské železnice | Mánesova 44                   |                          |                                                                                                | Pamětní desku, umístěnou proti vchodu do Muzea koněspřežky, věnoval Spolek československých inženýrů na památku první evropské železnice, kterou navrhl a stavěl v letech 1826 – 1827 ing. F. A. Gerstner |
| Stolperstein Harry Kende                           | Stolperstein Harry Kende                          | Česká 142/64                  | 6. 10. 2014              | Kategorie „Stolperstein Harry Kende“ na Wikimedia Commons                                      | Pamětní deska zasazena v dlažbě (tzv. Stolperstein) před budovou gymnázia připomínající studenta Harryho Kende. |